# Мостище (Волынская область)
Мостище (укр. Мостище) — село в Камень-Каширской городской общине Камень-Каширского района Волынской области Украины.
Население по переписи 2001 года составляет 684 человека. Почтовый индекс — 44515. Телефонный код — 3357. Занимает площадь 2,223 км².